# 泰尔德博尔
泰尔德博尔（法語：Terres de Bord，法語發音：[tɛʁ də bɔʁ]）是法国厄尔省的一个市镇，属于莱桑德利区。该市镇成立于2017年1月1日，由原市镇蒙托尔和托特合并而成，其中蒙托尔为政府驻地。

## 地名
“泰尔德博尔”（Terres de Bord）一名在法语中意为“博尔之地”，其中意为土地的“Terres”取自原市镇托特的地名词源“荒地”，“Bord”则是取自博尔-卢韦耶森林。

## 地理
泰尔德博尔（49°14'10"N, 1°5'16"E）面积22.44 平方千米，位于法国诺曼底大区厄尔省，该省份为法国北部内陆省份，北起滨海塞纳省，西接奧恩省和卡爾瓦多斯省，南至厄尔-卢瓦省，东临瓦兹省、瓦兹河谷省和伊夫林省。
与泰尔德博尔接壤的市镇（或旧市镇、城区）包括：塞纳河畔克里克伯夫、蓬德拉尔什、勒沃德勒伊、安卡维尔、卢维耶、叙尔维尔、克拉维尔、拉艾马莱尔布、马尔托。
泰尔德博尔的时区为UTC+01:00、UTC+02:00（夏令时）。

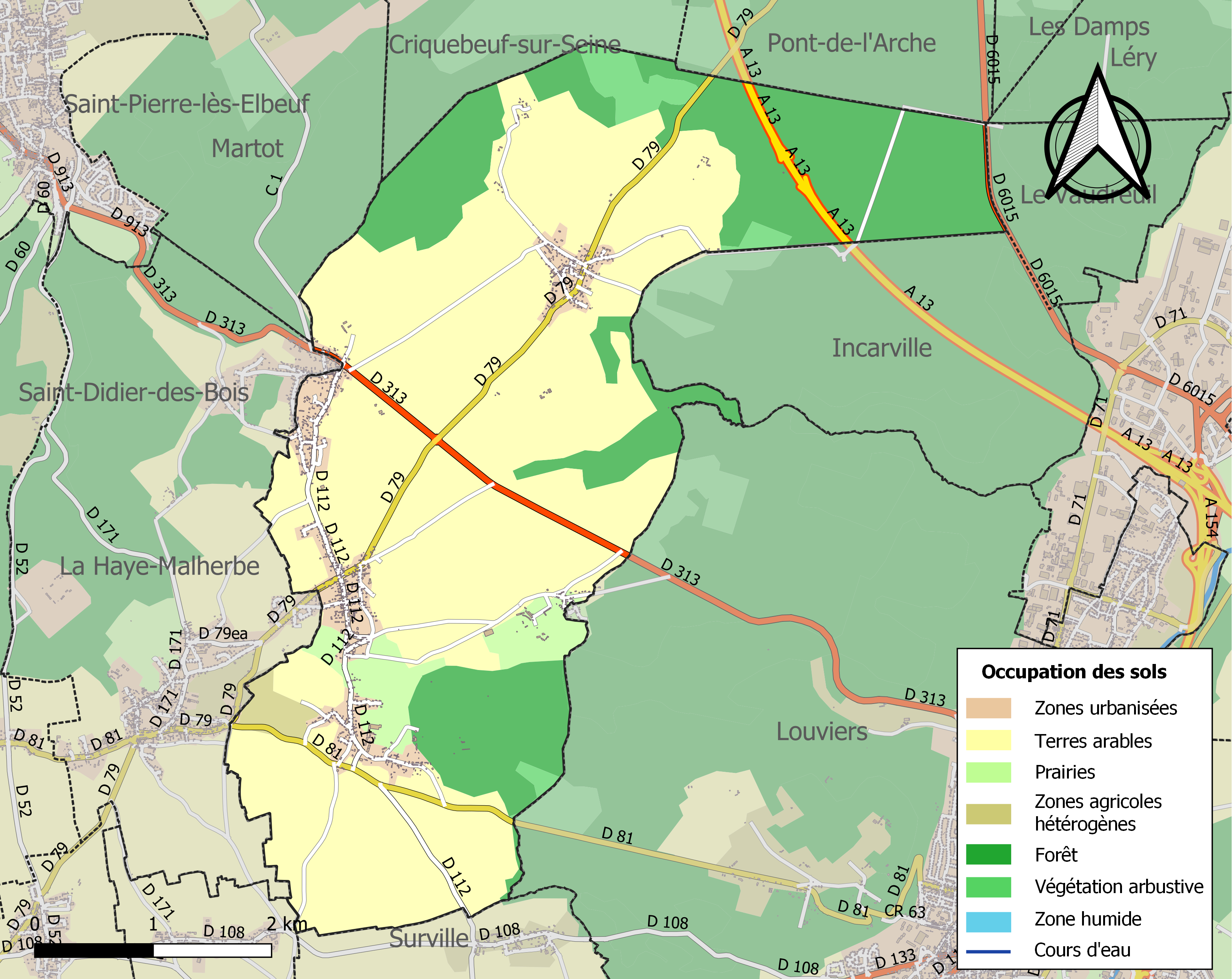
泰尔德博尔的OSM定位图

## 行政
泰尔德博尔的邮政编码为，INSEE市镇编码为27412。

## 政治
泰尔德博尔所属的省级选区为蓬德拉尔什县。

## 人口
泰尔德博尔于2022年1月1日时的人口数量为1577人。